# ۱۳ ماه
۱۳ ماه (به انگلیسی: 13 Moons) فیلمی محصول سال ۲۰۰۲ و به کارگردانی الکساندر راکول است. در این فیلم بازیگرانی همچون جنیفر بیلز، الیزابت براکو، استیو بوشمی، پیتر دینکلیج، سم راکول، پیتر استورماره، درل میچل، کارین پارسونز، دیوید پرووال، روز رولینز، پروییت تیلور وینس، متیو سوسمن و لستر اسپیت ایفای نقش کرده‌اند.
عنوان فیلم اشاره ای به گفته مادر یکی از شخصیت‌های فیلم است که به او گفته است اگر شب‌های ماه کامل عجیب است، پس «این باید شب سیزده ماه باشد»."